# Ťumeň
Ťumeň (rusky Тюмень) je město v Rusku, hlavní město Ťumeňské oblasti, nejstarší ruské město na Sibiři. Leží na řece Tura, 2144 km východně od Moskvy. Žije zde přibližně 872 tisíc člověk obyvatel. Jeho rozvoj je spojen jednak s těžbou ropy a plynu v oblasti, jednak se jedná o důležitý železniční uzel Transsibiřské magistrály. Ťumeň je významným centrem zimních sportů, především biatlonu.

## Název
Svůj název získala Ťumeň v souvislosti s tím, že v oblasti středního toku řeky Tobol a mezi řekami Tura a Tavda existoval v 14. až 16. století státní útvar, který tehdejší ruští kronikáři nazývali Ťumeňský chanát (později anektován Sibiřským chanátem).
Samotné slovo Ťumeň pochází pravděpodobně z turkického slova tumen, které označuje jednak dolní tok řeky, jednak vojsko čítající 10 000 mužů. Jednalo se o termín běžně užívaný ve vojsku Zlaté hordy, mohl tak snadno proniknout do ruštiny.

## Symbolika
První zmínka o znaku Ťumeně pochází z roku 1635, byl na něm zobrazený bobr a liška. Současný znak pochází z roku 1785, nepoužíval se pouze v sovětském období.
Znak Ťumeně je tvořen modrým štítem, kde na stříbrných vlnách pluje zlatá loď. Štít ověnčený hradební korunou drží bobr a lišák se stříbrnými zuby a očima, kteří stojí na zlatých vojenských trofejích. Na modré stužce dole stojí heslo: „От сего града начинается“, tedy „Od tohoto města se začíná“. Je tím míněno, že od tohoto města se začíná říční plavba na Sibiři.

## Historie
Nejstarší pozůstatky lidského osídlení na území současné Ťumeně pochází z období neolitu a mladší doby železné. V 13. - 16. století se nedaleko současné Ťumeně nacházelo hlavní město Ťumenského chanátu Čingi-Tura.
Výstavba ruské Ťumeňské pevnosti začala 29. června 1586 na příkaz cara Fjodora I. Ivanoviče poblíž Čingy-Tura. Pro stavbu pevnosti byl vybrán výběžek, chráněný ze západu řekou Ťumenkou a strží, z východu Turou.
Ťumeň byla postavena na staré obchodní cestě ze střední Asie do Povolží, na místě, o které po staletí bojovali kočovníci jižní Sibiře. Velkou výhodou byly splavné řeky, po kterých se dalo doplout velmi daleko. První osadníci sem přicházeli z měst jako Perm, Solvyčegodsk či Velikij Usťug. Čelné místo mezi obyvateli Ťumeně zaujímali bojaři, střelci a kozáci. Roku 1605 zde byla zřízena jedna z prvních poštovních stanic na Sibiři. V roce 1618 byl založen Klášter svaté Trojice.
V prvních letech město trpělo nájezdy Tatarů a Kalmyků. 1640-1642 za vlády vévody Grigorije Barjatinského byla centrální část města opevněna a okolní osady obehnány hradbami. Postupem času však ohrožení sláblo a začala se rozvíjet řemesla, jako například kovářství, zvonařství, mýdlařství a koželužství.
Roku 1695 vypukl ve městě požár, který zachvátil celé dřevěné město. Po tomto požáru se začalo s výstavbou kamenných budov.

V 19. století přichází současně s úpadem Tobolsku rozkvět města, za kterým stálo především vedení trasy Transsibiřské magistrály přes město (1885). Tahounem výroby byl v 19. století kožedělný průmysl - v 2. polovině 19. století fungovalo ve městě až 70 závodů na zpracování kůže. Ťumeň byla také důležitým obchodním centrem a fungovalo zde 10 škol.

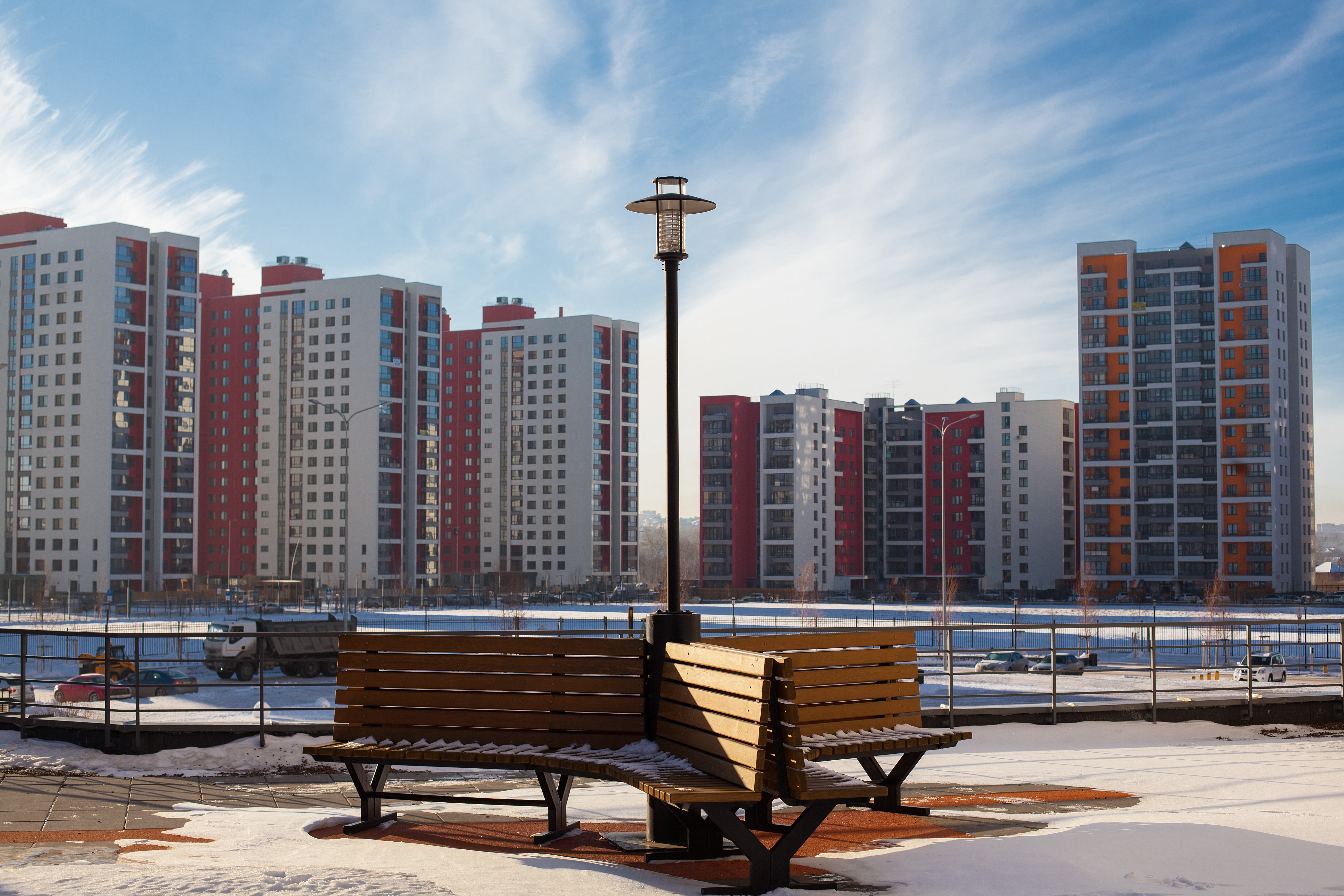
Nová bytová zástavba

V období občanské války se o město sváděly boje. Spolu s československými legionáři 20. června 1918  obsadili Ťumeň bělogvardějci, prakticky bez boje a 8. srpna 1919 vstoupily do města oddíly 51. divize Vasilije Bljuchera.
Velký rozvoj průmyslu ve městě nastal v souvislosti s evakuací evropské části Ruska po napadení SSSR Německem roku 1941. Kromě průmyslových podniků sem bylo přesunuto i balzamované tělo Lenina, které bylo dočasně uloženo v prostorách místní zemědělské univerzity. Roku 1944 byla zřízena Ťumeňská oblast, jejímž centrem se stala Ťumeň.
K největšímu rozvoji města v historii však došlo až v 60. letech, kdy se v okolí města začala využívat veliká ložiska ropy a zemního plynu. Expandující těžařský průmysl si vyžádal velké množství lidí zajišťujících dobývání a dopravu těchto surovin. V letech 1979–2016 se tak počet obyvatel Ťumeně zdvojnásobil.

## Klima
Zdejší klima má blízko k silně kontinentálnímu. Srážek není mnoho, průměrně 480 mm za rok, a to převážně v létě. Charakteristické jsou velmi náhlé změny počasí. Nejnižší teplota -49,2 °C byla zaznamenána roku 1958.
| Ťumeň – podnebí                                                   | Ťumeň – podnebí | Ťumeň – podnebí | Ťumeň – podnebí | Ťumeň – podnebí | Ťumeň – podnebí | Ťumeň – podnebí | Ťumeň – podnebí | Ťumeň – podnebí | Ťumeň – podnebí | Ťumeň – podnebí | Ťumeň – podnebí | Ťumeň – podnebí | Ťumeň – podnebí |
| Období                                                            | leden           | únor            | březen          | duben           | květen          | červen          | červenec        | srpen           | září            | říjen           | listopad        | prosinec        | rok             |
| ----------------------------------------------------------------- | --------------- | --------------- | --------------- | --------------- | --------------- | --------------- | --------------- | --------------- | --------------- | --------------- | --------------- | --------------- | --------------- |
| Nejvyšší teplota [°C]                                             | 5,6             | 7,3             | 17,1            | 30,7            | 34,9            | 36,2            | 37,5            | 37,4            | 31,2            | 24,1            | 12,8            | 6,7             | 37,5            |
| Průměrné denní maximum [°C]                                       | −10,7           | −8,1            | 0,1             | 9,4             | 17,7            | 23,3            | 24,5            | 21,2            | 14,7            | 7,3             | −3,5            | −9,1            | 7,2             |
| Průměrná teplota [°C]                                             | −15,0           | −13,3           | −5,3            | 3,7             | 11,3            | 17,1            | 18,8            | 15,8            | 9,6             | 3,1             | −7,0            | −13,0           | 2,2             |
| Průměrné denní minimum [°C]                                       | −19,2           | −18,1           | −10,4           | −1,3            | 5,4             | 11,3            | 13,6            | 11,1            | 5,4             | −0,4            | −10,4           | −16,9           | −2,5            |
| Nejnižší teplota [°C]                                             | −46,2           | −43,7           | −38,4           | −29,5           | −10,2           | −1,9            | 0,7             | −2,7            | −8,6            | −26,7           | −41,0           | −49,2           | −49,2           |
| Průměrné srážky [mm]                                              | 25              | 15              | 17              | 23              | 45              | 55              | 89              | 60              | 57              | 38              | 34              | 27              | 485             |
| Maximální srážky [mm]                                             | 84              | 40              | 54              | 80              | 132             | 154             | 191             | 160             | 175             | 97              | 71              | 52              | 1 290           |
| Sněžení [cm]                                                      | 32              | 40              | 37              | 8               | 0               | 0               | 0               | 0               | 0               | 1               | 9               | 22              | 149             |
| Dní s deštěm                                                      | 0,1             | 0               | 1               | 6               | 14              | 17              | 17              | 19              | 17              | 9               | 1               | 0,1             | 101,2           |
| Zdroj: http://www.pogodaiklimat.ru/climate/28367.htm 07. 12. 2016 |                 |                 |                 |                 |                 |                 |                 |                 |                 |                 |                 |                 |                 |

## Obyvatelstvo
K 1. lednu 2016 byla Ťumeň 18. největším městem Ruska, 4. největším městem Sibiře a 3. největším městem Uralského federálního okruhu.
Podle posledního sčítání lidu roku 2010 jsou nejpočetněji zastoupenými národnostmi Rusové (84,4 %), Tataři (6,1 %), Ukrajinci (1,7 %), Azerové (1,1 %), Arméni (0,9 %), Němci (0,6 %), Kazaši (0,5 %), Čuvaši (0,5 %), Bělorusové (0,4 %) a Tádžikové (0,4 %).
Nejrozšířenějším náboženstvím je pravoslaví, ve městě jsou ale v provozu i 4 mešity, katolický kostel a synagoga.
| Vývoj počtu obyvatel | Vývoj počtu obyvatel | Vývoj počtu obyvatel | Vývoj počtu obyvatel | Vývoj počtu obyvatel | Vývoj počtu obyvatel | Vývoj počtu obyvatel | Vývoj počtu obyvatel | Vývoj počtu obyvatel | Vývoj počtu obyvatel | Vývoj počtu obyvatel | Vývoj počtu obyvatel |
| -------------------- | -------------------- | -------------------- | -------------------- | -------------------- | -------------------- | -------------------- | -------------------- | -------------------- | -------------------- | -------------------- | -------------------- |
| 1856                 | 1897                 | 1913                 | 1923                 | 1926                 | 1931                 | 1939                 | 1956                 | 1959                 | 1962                 | 1967                 | 1970                 |
| 11 200               | ▲29 500              | ▲39 200              | ▲42 400              | ▲50 300              | ▲58 000              | ▲79 200              | ▲125 000             | ▲150 195             | ▲174 000             | ▲240 000             | ▲268 526             |
| 1973                 | 1975                 | 1976                 | 1979                 | 1982                 | 1985                 | 1986                 | 1987                 | 1989                 | 1990                 | 1991                 | 1992                 |
| ▲299 000             | ▲330 000             | ▬330 000             | ▲358 992             | ▲387 000             | ▲430 000             | ▲432 000             | ▲456 000             | ▲476 869             | ▲486 000             | ▲494 000             | ▲496 000             |
| 1993                 | 1994                 | 1995                 | 1996                 | 1997                 | 1998                 | 1999                 | 2000                 | 2001                 | 2002                 | 2003                 | 2004                 |
| ▼493 000             | ▼491 000             | ▲492 000             | ▲495 000             | ▲499 000             | ▲500 000             | ▲503 800             | ▼503 400             | ▼500 200             | ▲510 719             | ▼510 700             | ▼510 300             |
| 2005                 | 2006                 | 2007                 | 2008                 | 2009                 | 2010                 | 2011                 | 2012                 | 2013                 | 2014                 | 2015                 | 2016                 |
| ▲538 300             | ▲542 500             | ▲549 900             | ▲560 000             | ▲570 349             | ▲581 907             | ▲581 800             | ▲609 650             | ▲634 171             | ▲679 861             | ▲697 037             | ▲720 575             |

## Turistické zajímavosti

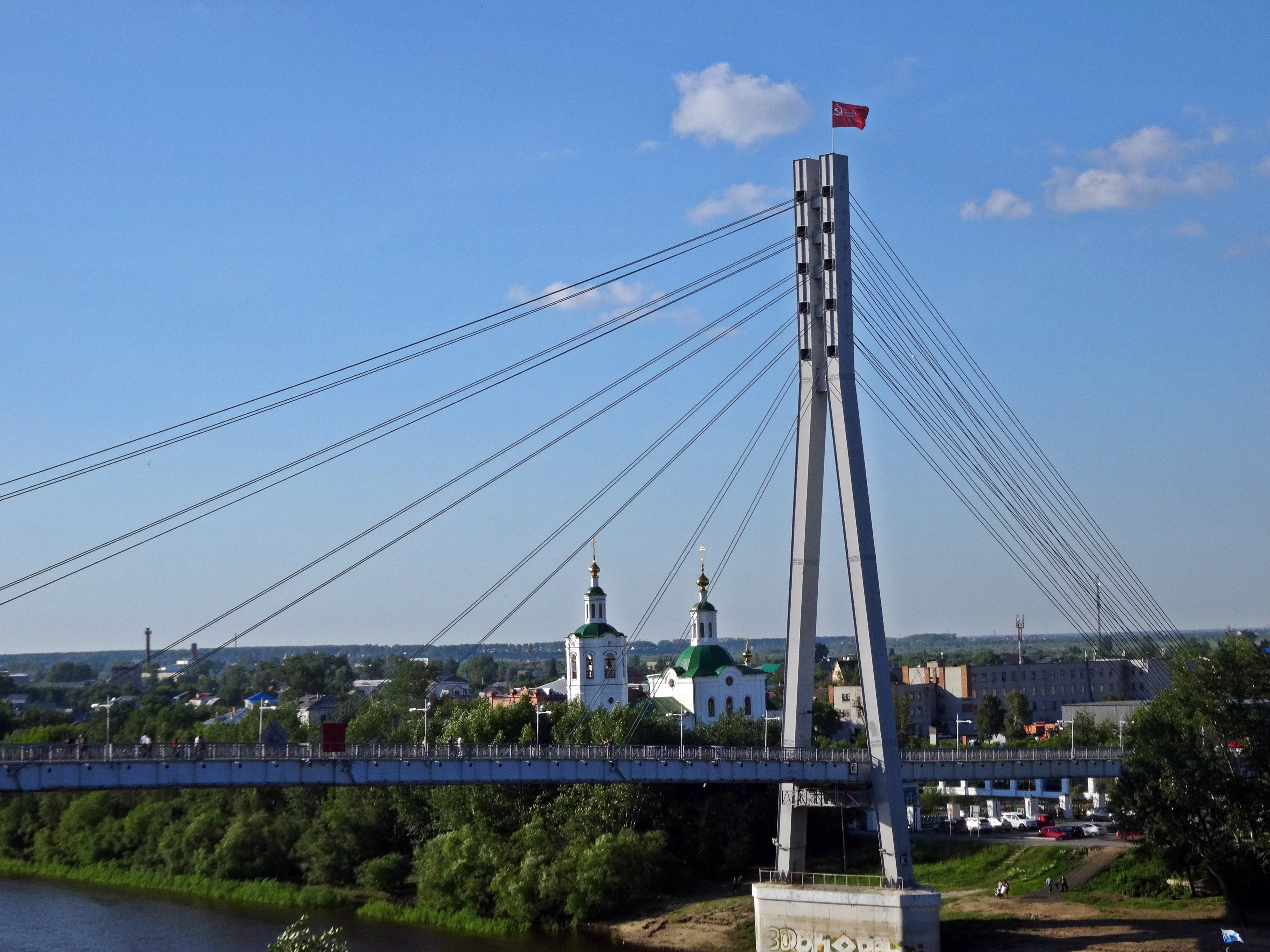
Most zamilovaných

- Most zamilovaných – zavěšený most pro pěší přes řeku Turu v centru města. Vystavěn byl roku 1987 na místě staršího dřevěného mostu. Původně se jmenoval prostě Pěší, roku 2003 se však na mostě pořádala soutěž o nejneobyčejnější polibek, načež bylo starostovi města navrženo dát mostu současný název. S novým jménem se stal most rychle místním symbolem lásky, na který zamilovaní věší zámky lásky, ťumenští svatebčané se sem chodí fotografovat, zamilovaní si zde sjednávají schůzky, v den sv. Valentýna je na most zavěšováno veliké srdce. Je zde také dostupný Wi-Fi signál.Květinový bulvár

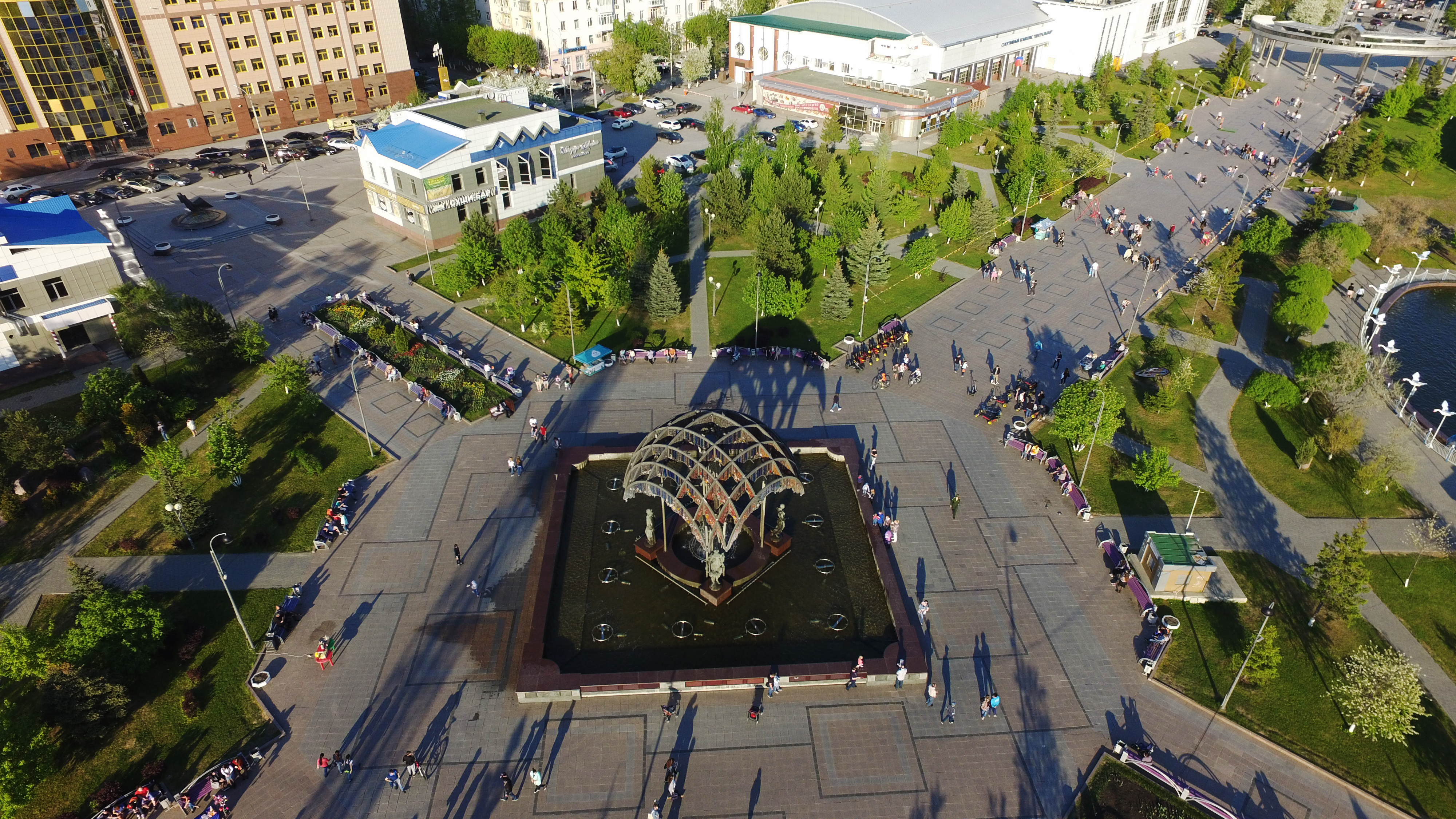
Květinový bulvár

- Nábřeží Tury a Ťumeňky – 4 km dlouhé čtyřúrovňové nábřeží s parkovou úpravou, zahrnující lavičky, besídky, sochy, fontány, kavárny, stezku pro cyklisty a bruslaře aj.[6]

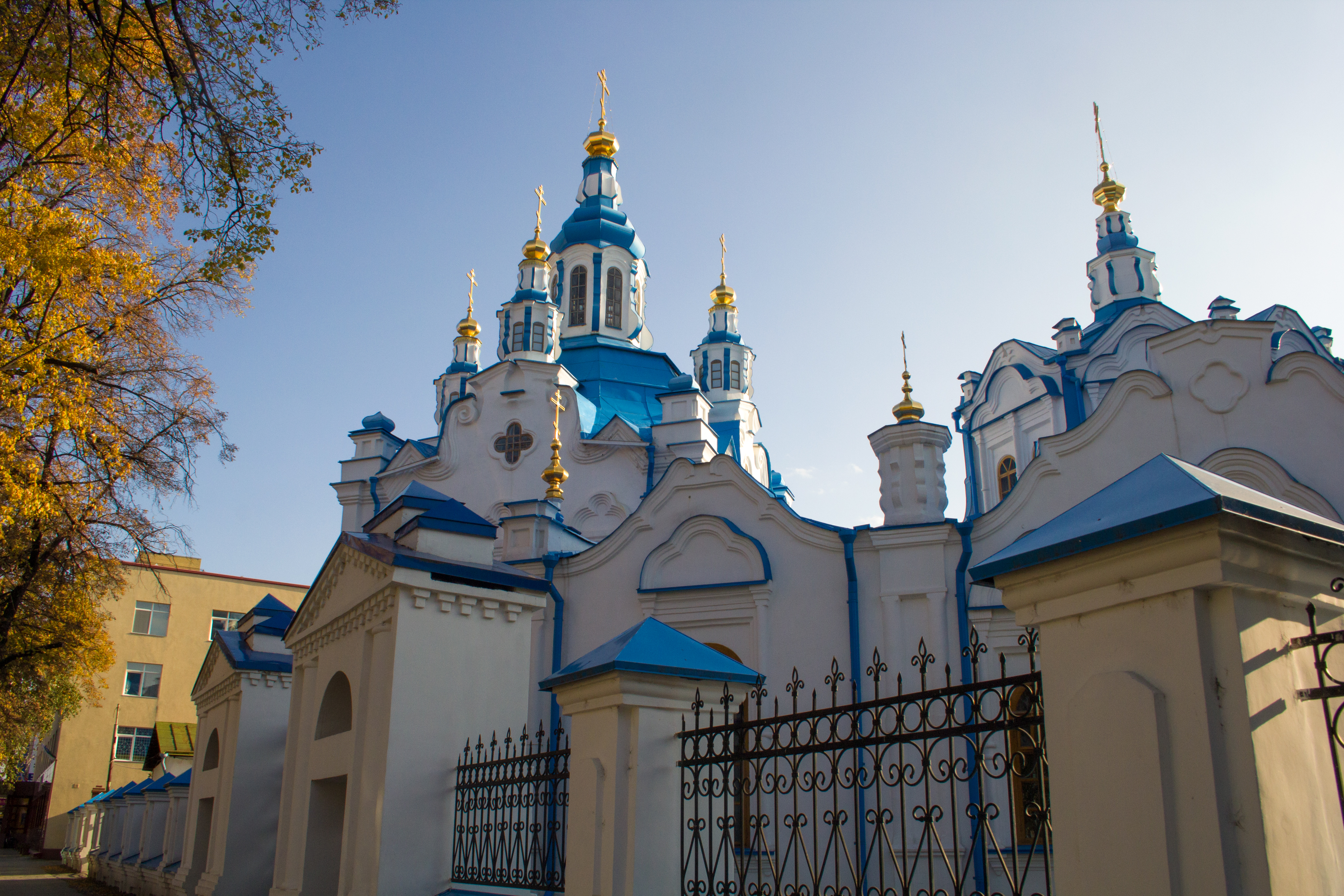
Znamenský chrám

- Znamenský chrámKvětinový bulvár – pěší zóna mezi ulicemi Lenina a Prvomájovou v centru města. Byl otevřen roku 2004 u výročí 60 let Ťumeňské oblasti a nahradil starý park kultury a oddechu se stadionem. Nachází se zde cirk, množství restaurací, sportovní komplex, různé zábavné atrakce a obchodní centra.
- Termální prameny – přímo v Ťumeni i v nejbližším okolí se nachází řada termálních pramenů a lázní, které nabízejí horké koupele ve venkovních bazénech. Zdejší léčivé vody jsou blahodárné zejména pro podporu látkové výměny, používají se také k výrobě kosmetiky.
- Klášter svaté Trojice – pravoslavný mužský klášter založený roku 1616, jeden z nejstarších na Sibiři. Mezi nejvýznamnější stavby areálu patří Chrám svaté Trojice a Chrám svatého Petra a Pavla ve stylu ukrajinského baroka.
- Znamenský chrám – pravoslavný katedrální chrám ve stylu sibiřského baroka, vystavěný v letech 1768-1786.
- Spasský chrám – jeden z nejvýraznějších chrámů ve městě, kombinující v sobě prvky sibiřského baroka konce 18. století a staroruský styl počátku 20. století. Vystavěn byl v letech 1796-1819.
- Muzeum geologie, ropy a plynu – muzeum zaměřené na těžbu ropy a plynu v Ťumeňské oblasti.
- Parčík sibiřských koček – pomník události z konce války. V období blokády Leningradu snědli zoufalí obyvatelé prakticky všechny kočky ve městě. To s sebou neslo nepříjemné důsledky v podobě přemnožení krys. Proto poslali ťumenští na pomoc zbídačenému městu vagón 238 koček, které zamířily především do Ermitáže, chránit před hlodavci obrazy. V parčíku se nachází tři kamenné objekty, na kterých si hraje celkem 12 pozlacených litinových koček.[7]
- Pomník V. I. Lenina – monumentální pomník z roku 1979 na Centrálním náměstí.

## Doprava

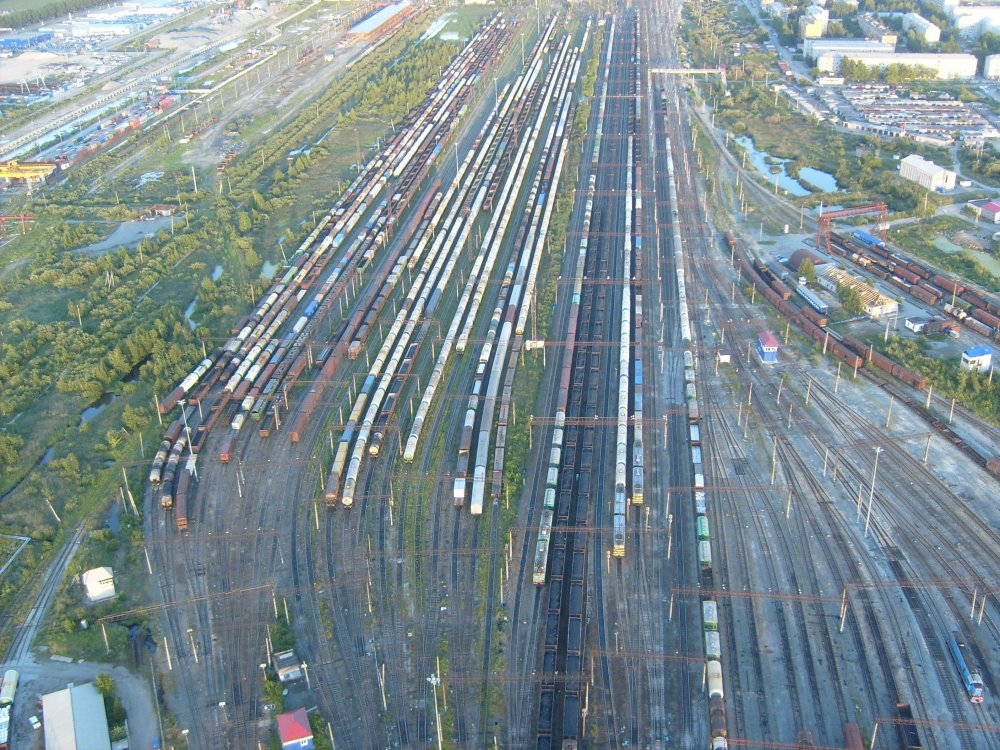
Železniční uzel v Ťumeni

Ťumeň je důležitým železničním uzlem na Transsibiřské magistrále, ze které zde vybíhají tratě na Novyj Urengoj a Nižněvartovsk.
Kříží se zde federální dálnice R351 Jekatěrinburg — Ťumeň, pokračující dále na východ jako R402 do Omsku, s dálnicí R404 vedoucí na sever do Chanty-Mansijsku.
Leteckou dopravu zajišťuje mezinárodní letiště Roščino (IATA: TJM), kterým roku 2015 prošlo přibližně 1,4 mil. pasažérů.
Veřejnou dopravu ve městě zajišťují autobusy a maršrutky ve vlastnictví města i soukromníků, jezdící na 87 městských a 47 příměstských linkách. V letech 1970-2009 ve městě fungovala též trolejbusová doprava.

## Kultura a vzdělání

### Vysoké školy
- Ťumeňská státní univerzita
- Ťumeňská státní zdravotnická univerzita
- Ťumeňská státní průmyslová univerzita
- Státní zemědělská univerzita Severního Zauralska
- Ťumeňské vyšší vojensko-inženýrské posádkové učiliště
- Ťumeňský institut Ministerstva vnitra RF
- Ťumeňský státní institut kultury
- pobočka Uralské státní dopravní univerzity

### Divadla
- Ťumeňské dramatické divadlo
- Ťumeňské loutkové divadlo
- Divadlo mládeže
- Divadlo Evropa
- Divadlo Preobraženije
- Divadlo Mimikra
- Cirkus Ikarus
- Experimentální shakespearovské divadlo EST
- Ťumeňská filharmonie

## Sport
Ťumeň je významným střediskem zimních sportů, zejména díky modernímu lyžařskému areálu Perla Sibiře (rusky Жемчужина Сибири), nabízejícímu 50 km běžkařských tras a tribuny pro až 8 tisíc diváků. Roku 2016 zde proběhlo mistrovství Evropy v biatlonu, v roce 2017 se zde měl konat světový pohár a také roku 2021 bylo plánováno mistrovství světa, ale kvůli dopingovému skandálu ruských sportovců se světový pohár uskutečnil ve finském Kontiolahti a mistrovství světa ve slovinské Pokljuce
Kromě toho se v Ťumeni daří fotbalu (FK Ťumeň, stadion Geolog) a funguje zde 7 škol pro přípravu olympijských kádrů.

## Slavní rodáci
- Irving Berlin (1888–1989), americký hudební skladatel
- Stanislav Kokorin (* 1990), ruský sportovní lezec
- Anastasia Kuzminová (* 1984), slovenská biatlonistka, sestra Antona Šipulina
- Anton Šipulin (* 1987), bývalý ruský biatlonista
- Andrej Vasilevskij (* 1994), ruský hokejový brankář

## Partnerská města
- Ta-čching, Čína (1993)
- Celle, Německo (1994)
- Houston, Spojené státy americké (1995)